# 沈亮 (1962年)
沈亮（1962年11月—），中华人民共和国海事审判专家、二级大法官，上海海事大学法学硕士。现任中华人民共和国最高人民法院审判委员会副部级专职委员、第三巡回法庭庭长兼党组书记。

## 生平
1984年11月，从厦门大学法律系毕业进入中华人民共和国最高人民法院担任干部，后长期任职于刑事审判第二庭。
1987年6月，加入中国共产党。
2000年，调任最高人民法院刑事审判第一庭审判员，其间援藏担任西藏自治区高级人民法院副院长。后在中国人民大学法学院获得法律硕士学位。
2005年，任刑事审判第四庭副庭长。
2016年，任刑事审判庭第一庭庭长，次年升任一级高级法官。
2019年8月，任最高法院审判委员会委员。